# Christian Thomsen
Pour les articles homonymes, voir Thomsen.
Ne doit pas être confondu avec Christian Jürgensen Thomsen.
Christian Thomsen, né le 6 janvier 1909 à Svostrup (Danemark) et mort le 16 janvier 2003, est un homme politique danois, membre des Sociaux-démocrates, ancien ministre et ancien député au Parlement (le Folketing).